# Baghèt

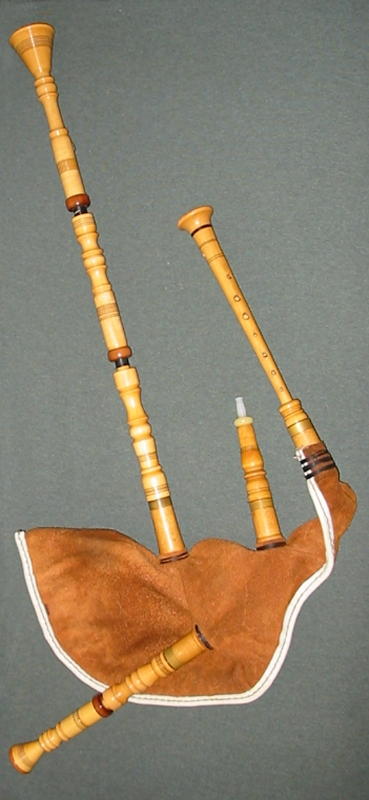
Eine moderne Baghèt

Die Baghèt ist ein Dudelsack, historisch in Bergamo und Brescia gespielt, entsprechend der Region Lombardei im modernen Italien. Es ist ein kleiner Dudelsack mit zwei Bordunpfeifen, auch als Urdudelsack bezeichnet.